# Cymindis elegans
Espèce
Cymindis elegans est une espèce de coléoptères de la famille des Carabidae, de la sous-famille des Harpalinae, de la super-tribu des Lebiitae, de la tribu des Lebiini et de la sous-tribu des Cymindidina. Elle est trouvée en Virginie, aux États-Unis.